# 소래터널
소래터널(蘇來터널)은 인천광역시 남동구 장수서창동과 경기도 시흥시 대야동을 잇는 수도권제1순환고속도로의 터널이다. 길이는 일산 방면 446m, 판교 방면 421m이다.
본래 이 터널은 서울외곽순환고속도로 산본 ~ 장수 구간 착공 당시 설계로는 터널을 건설할 계획이 없었으며, 절개 공법으로 소래산을 깎아 고속도로를 건설할 계획이었다. 그러나 소래산 일대 환경보호를 목적으로 1997년 2월 설계를 바꿔 터널을 건설하는 것으로 변경해 터널 굴착에 들어갔으며, 1999년 11월 26일에 개통되었다. 편도 4차로의 쌍굴 터널이지만 각 터널마다 2차로 간격으로 기둥이 있다. 이 때문에 판교 방면 터널 진입 전에는 '시흥 나들목 진출 차량 3·4차로 이용'이라는 표지판이 설치되어 있다.

## 연혁
- 1997년 2월 22일 : 1999년 12월까지 소래산 구간을 절개공법에서 소래터널로 변경함에 따라 경기도 시흥시 대야동 ~ 인천광역시 남동구 장수동 3.04km 구간 도로구역 변경[1]
- 1999년 11월 26일 : 서울외곽순환고속도로 장수 ~ 산본 구간 개통과 함께 통행 개시[2]

## 사고
2025년 7월 4일 16시 51분 일산 방면 터널에서 포터차량에 화재가 발생해 고속도로가 2시간께 통제되는 사고가 일어났다.